# George Ainslie
George Ainslie (* 30. Oktober 1838 bei Boonville, Cooper County, Missouri; † 19. Mai 1913 in Oakland, Kalifornien) war ein US-amerikanischer Politiker. Zwischen 1879 und 1883 vertrat er das Idaho-Territorium als Delegierter im US-Repräsentantenhaus.

## Frühe Jahre
George Ainslie besuchte die öffentlichen Schulen seiner Heimat und danach bis 1857 die Saint Louis University sowie das Jesuit College in St. Louis. Nach einem anschließenden Jurastudium wurde er im Jahr 1860 als Rechtsanwalt zugelassen. Daraufhin begann er in seinem Heimatort Boonville diesen Beruf auszuüben. Über Colorado gelangte er im Jahr 1862 in das Idaho-Territorium. Dort war er sowohl im Bergbau als auch als Rechtsanwalt tätig.

## Politische Laufbahn
George Ainslie wurde Mitglied der Demokratischen Partei. In den Jahren 1865 und 1866 war er Abgeordneter im territorialen Repräsentantenhaus. Zwischen 1869 und 1873 war Ainslie Herausgeber der Zeitung „Idaho World“. Danach amtierte er von 1874 bis 1876 als Bezirksstaatsanwalt im zweiten juristischen Bezirk des Idaho-Territoriums. 1878 wurde er als Kandidat seiner Partei zum Delegierten im US-Repräsentantenhaus gewählt, wo er am 4. März 1879 Stephen Southmyd Fenn ablöste. Nach einer Wiederwahl im Jahr 1880 konnte Ainslie sein Mandat im Kongress bis zum 3. März 1883 ausüben. Bei den Kongresswahlen des Jahres 1882 unterlag er dem Republikaner Theodore Frelinghuysen Singiser.
Nach dem Ende seiner Tätigkeit in Washington zog sich Ainslie aus der Politik zurück. In Boise baute er die erste elektrische Straßenbahn der Stadt. Später zog er nach Oakland, wo er 1913 verstarb. Nach seinem Tod wurde seine Urne im San Francisco Columbarium bestattet.